# Justice (álbum)
Justice es el sexto álbum de estudio del cantautor canadiense Justin Bieber. Se lanzó el 19 de marzo de 2021 a través de Def Jam Recordings. Es el primer álbum del artista en contener la etiqueta de Parental Advisory por contenido explícito. Se lanzaron previamente varios sencillos para promocionar el álbum, incluidos «Holy», «Lonely», «Anyone», «Hold On» y «Peaches».

## Antecedentes
El 15 de febrero de 2020, el día después del lanzamiento del quinto álbum de estudio, Changes, Bieber fue entrevistado por DJ Zane Lowe de Apple Music. Durante la entrevista, reveló «que estaba ansioso por hacer música que reflejara las cosas que había aprendido sobre el compromiso y la creación de confianza».
Sobre la inspiración de Justice, Bieber comentó: «Al crear este álbum, mi objetivo es hacer música que brinde consuelo; para hacer canciones con las que la gente pueda identificarse y conectarse, para que se sientan menos solos. El sufrimiento, la injusticia y el dolor pueden hacer que las personas se sientan impotentes. La música es una excelente manera de recordarnos que no estamos solos».

## Grabación
Al principio de la pandemia de COVID-19, cuando estaba en cuarentena en su casa en Toronto, Bieber recibió unas demostraciones enviadas a su equipo de administración por compositores, gerentes, editores y productores. Bieber grabó las canciones que le gustaban en el estudio de su casa y las envió a su círculo íntimo. Bieber reveló el 10 de abril de 2020 durante un Instagram Live que había grabado una canción llamada «Anyone», que luego sería lanzada como el tercer sencillo del álbum. El 18 de abril de 2020, en Instagram Stories, comentó que su nuevo álbum sonaba «increíblemente bien».
La grabación de Justice se intensificó una vez que Bieber regresó a Los Ángeles un par de meses después. Si bien su último disco, Changes, estaba orientado al R&B, en este disco nada estaba fuera de los límites. Inicialmente, el equipo de Bieber no planeaba lanzar un álbum tan pronto y Bieber se dio cuenta de que tenían el material de un álbum en diciembre de 2020.

### Portada
El 14 de enero de 2021, Rory Kramer tomó 3500 fotos de Bieber en tres ubicaciones de Los Ángeles. La portada se tomó dentro de los últimos 100 fotogramas de la noche. En la foto definitiva, Bieber está agachado en el túnel 2nd Street del centro de Los Ángeles. Su mano cubre su ojo izquierdo, mientras que su ojo derecho está cerrado introspectivamente. Bieber eligió la imagen para la portada del álbum a mediados de enero en su casa de Los Ángeles.

## Lanzamiento
Bieber anunció el lanzamiento de su sexto álbum de estudio el 26 de febrero de 2021. Junto con el anuncio, se lanzó un EP titulado JB6 para descarga digital y streaming, el cual incluye los tres sencillos ya lanzados y dos versiones acústicas. El mismo día publicó la portada oficial del disco. Las versiones en CD exclusivas de Target y Walmart de Justice se lanzarán junto con el original el 19 de marzo de 2021, y ambos incluirán una canción adicional.
Bieber reveló la lista de canciones del álbum el 10 de marzo de 2021.  El 16 de marzo de ese año, Good Morning America anunció que Bieber debutaría un nuevo video musical el 19 de marzo. El 19 de marzo de 2021, Justice fue lanzado junto con un video musical para el quinto sencillo «Peaches», que fue dirigido por Colin Tilley.

## Crítica y recepción
Justice recibió críticas generalmente favorables de los críticos musicales. En Metacritic , que asigna una calificación normalizada de 100 a las reseñas de las publicaciones principales, el álbum recibió una puntuación promedio de 64, según nueve reseñas, lo que indica «reseñas generalmente favorables».
Louise Bruton de The Irish Times describió a Justice como «innegablemente bueno» y lo «más pop hasta ahora» de Bieber. Roisin O'Connor, escribiendo para The Independent, apodó a Justice como el mejor álbum de la carrera de Bieber y elogió la evolución de su quinto álbum de estudio, Changes. Will Lavin de NME sintió que el álbum es una mejora de Changes. Afirmó que Justice no es un álbum de protesta, pero que contiene «mensajes de esperanza, moralidad y defensa de la verdad». El escritor Jason Lipshutz de Billboard sintió que Bieber «gana más claridad artística» en Justice, ya que intenta «expresar un estado emocional complejo en el transcurso de un álbum en lugar de atascarlo en tres minutos», terminando su reseña llamándolo «su frente más fuerte hasta la fecha». Leah Greenblatt de Entertainment Weekly le otorgó al álbum una B, calificando a que ninguna de las pistas «ha tocado las alturas embriagadoras» de los sencillos de Purpose como «Sorry» y «Where Are Ü Now», pero opina que Justice está lleno de «números respetables».
Otras críticas fueron más variadas. David Smyth de Evening Standard complementa la dirección musical del álbum, pero señaló que Bieber «todavía no tiene mucho que decir líricamente».  Al comentar para Clash, Robin Murray declaró que Justice explora «el hip-hop hasta el elegante pop», sin embargo, sus 16 pistas «pueden convertirse en una experiencia repetitiva». Algunos críticos señalaron la ubicación de los discursos de Martin Luther King Jr. en el álbum y los consideraron irrelevantes en el contexto. Escribiendo para Variety, Chris Willman apreció la producción del álbum y la interpretación vocal de Bieber, y lo calificó como un «buen álbum pop». El crítico de The Guardian, Alexis Petridis, describió el álbum como un conjunto de canciones de amor sobre la esposa de Bieber, contradiciendo la descripción del álbum del cantante: «justicia para la humanidad». Ali Shutler de The Daily Telegraph opina que el lirismo «amado» se centra «casi exclusivamente» en el propio Bieber, asimismo calificó las apariciones especiales de Khalid y Chance the Rapper como poco emocionantes.

## Promoción

### Sencillos
«Holy» con Chance the Rapper, fue lanzado como el sencillo principal de Justice el 18 de septiembre de 2020. El video oficial de la canción fue dirigido por Colin Tilley, y fue protagonizado por los actores Wilmer Valderrama y Ryan Destiny. Debutó en el número 3 en el Billboard Hot 100 de Estados Unidos. El segundo sencillo, «Lonely», una colaboración con Benny Blanco, fue lanzado el 15 de octubre y alcanzó el puesto número 12 en la lista. El video musical fue dirigido por el director de videos musicales estadounidense Jake Schreier y está protagonizado por el actor canadiense Jacob Tremblay.
El siguiente sencillo «Anyone», lanzado el 1 de enero de 2021, alcanzó el número seis en la lista Billboard. El video musical se estrenó en YouTube el 1 de enero de 2021 y fue dirigido por el director de videos musicales y cineasta estadounidense Colin Tilley y está protagonizado por la actriz estadounidense Zoey Deutch, quien interpreta al interés amoroso de Bieber en el video. El cuarto sencillo, «Hold On», fue lanzado el 5 de marzo de 2021 junto con su video musical protagonizado por Bieber y Christine Ko. y El tema alcanzó en el número 26 en la lista Hot 100.   
El quinto sencillo «Peaches» se lanzó el 19 de marzo de 2021 junto con su video musical. Fue dirigido por Colin Tilley y muestra a Bieber, Caesar y Giveon cruzando el Las Vegas Strip.

### Presentaciones
El 17 de octubre de 2020, Bieber interpretó «Holy» y «Lonely» por primera vez durante su aparición como invitado musical en el tercer episodio de la 46a temporada de Saturday Night Live. También las interpretó el 15 de noviembre de 2020 en la edición 46 de los Premios People's Choice. El 22 de noviembre de 2020, Bieber dio su tercera interpretación de las canciones en los American Music Awards de 2020. Bieber interpretó «Anyone» por primera vez durante su concierto de Nochevieja el 31 de diciembre de 2020.
El 13 de marzo de 2021, Bieber interpretó «Hold On» por primera vez y «Anyone» en los Kids Choice Awards de 2021. El 17 de marzo de 2021, cantó «Peaches» por primera vez durante su primer concierto de Tiny Desk. También interpretó «Holy», «Anyone» y «Hold On».

### Justin Bieber: Next Chapter
El documental Next Chapter, dirigido por Michael D. Ratner, se estrenó en YouTube el 30 de octubre de 2020. Brindó una mirada íntima a la vida de Bieber en cuarentena y mientras grababa Justice. Mientras hablaba sobre el documental, Bieber dijo: «Estoy emocionado de ponerme al día con [los fans] y compartir el progreso que estoy haciendo, la nueva música que estoy trabajando».

## Justice World Tour
El tour estaba dispuesto para iniciar en verano de 2021, pero debido a la Pandemia de COVID-19 la gira se movió para 2022. Justice World Tour 2022 presentado por T-Mobile tendrá un total de 52 fechas.
| Fecha                 | Ciudad           | País           | Recinto                               |
| --------------------- | ---------------- | -------------- | ------------------------------------- |
| 18 de febrero de 2022 | San Diego        | Estados Unidos | Pechanga Arena                        |
| 20 de febrero de 2022 | Las Vegas        | Estados Unidos | T-Mobile Arena                        |
| 22 de febrero de 2022 | Glendale         | Estados Unidos | Gila River Arena                      |
| 23 de febrero de 2022 | Los Ángeles      | Estados Unidos | The Forum                             |
| 26 de febrero de 2022 | Tacoma           | Estados Unidos | Tacoma Dome                           |
| 28 de febrero de 2022 | San José         | Estados Unidos | SAP Center                            |
| 2 de marzo de 2022    | San José         | Estados Unidos | SAP Center                            |
| 4 de marzo de 2022    | Sacramento       | Estados Unidos | Golden 1 Center                       |
| 7 de marzo de 2022    | Los Ángeles      | Estados Unidos | Staples Center                        |
| 8 de marzo de 2022    | Los Ángeles      | Estados Unidos | Staples Center                        |
| 11 de marzo de 2022   | Portland         | Estados Unidos | Moda Center                           |
| 13 de marzo de 2022   | Salt Lake City   | Estados Unidos | Vivint Smart Home Arena               |
| 16 de marzo de 2022   | Denver           | Estados Unidos | Ball Arena                            |
| 18 de marzo de 2022   | Tulsa            | Estados Unidos | BOK Center                            |
| 21 de marzo de 2022   | Atlanta          | Estados Unidos | State Farm Arena                      |
| 22 de marzo de 2022   | Atlanta          | Estados Unidos | State Farm Arena                      |
| 25 de marzo de 2022   | Toronto          | Canadá         | Scotiabank Arena                      |
| 28 de marzo de 2022   | Ottawa           | Canadá         | Canadian Tire Centre                  |
| 29 de marzo de 2022   | Montreal         | Canadá         | Bell Center                           |
| 31 de marzo de 2022   | Newark           | Estados Unidos | Prudential Center                     |
| 1 de abril de 2022    | Brooklyn         | Estados Unidos | Barclays Center                       |
| 4 de abril de 2022    | Pittsburgh       | Estados Unidos | PPG Paints Arena                      |
| 6 de abril de 2022    | Greensboro       | Estados Unidos | Greensboro Coliseum Complex           |
| 7 de abril de 2022    | Jacksonville     | Estados Unidos | Vystar Veterans Memorial Arena        |
| 9 de abril de 2022    | Tampa            | Estados Unidos | Amalie Arena                          |
| 11 de abril de 2022   | Orlando          | Estados Unidos | Amway Center                          |
| 13 de abril de 2022   | Miami            | Estados Unidos | American Airlines Arena               |
| 19 de abril de 2022   | Cincinnati       | Estados Unidos | U.S. Bank Arena                       |
| 21 de abril de 2022   | Indianápolis     | Estados Unidos | Bankers Life Fieldhouse               |
| 24 de abril de 2022   | Des Moines       | Estados Unidos | Wells Fargo Arena                     |
| 25 de abril de 2022   | San Luis         | Estados Unidos | Enterprise Center                     |
| 27 de abril de 2022   | Austin           | Estados Unidos | Moody Center                          |
| 29 de abril de 2022   | Houston          | Estados Unidos | Toyota Center                         |
| 1 de mayo de 2022     | Dallas           | Estados Unidos | American Airlines Center              |
| 4 de mayo de 2022     | Kansas City      | Estados Unidos | T Mobile Center                       |
| 6 de mayo de 2022     | Mineápolis       | Estados Unidos | Target Center                         |
| 9 de mayo de 2022     | Chicago          | Estados Unidos | United Center                         |
| 10 de mayo de 2022    | Chicago          | Estados Unidos | United Center                         |
| 12 de mayo de 2022    | Grand Rapids     | Estados Unidos | Van Andel Arena                       |
| 14 de mayo de 2022    | Búfalo           | Estados Unidos | KeyBank Center                        |
| 16 de mayo de 2022    | Columbus         | Estados Unidos | Schottenstein Center                  |
| 17 de mayo de 2022    | Nashville        | Estados Unidos | Bridgestone Arena                     |
| 5 de junio de 2022    | Detroit          | Estados Unidos | Little Caesars Arena                  |
| 7 de junio de 2022    | Toronto          | Canadá         | Scotiabank Arena                      |
| 8 de junio de 2022    | Toronto          | Canadá         | Scotiabank Arena                      |
| 10 de junio de 2022   | Washington D. C. | Estados Unidos | Capital One Arena                     |
| 13 de junio de 2022   | Nueva York       | Estados Unidos | Madison Square Garden                 |
| 14 de junio de 2022   | Nueva York       | Estados Unidos | Madison Square Garden                 |
| 16 de junio de 2022   | Filadelfia       | Estados Unidos | Wells Fargo Center                    |
| 18 de junio de 2022   | Uncasville       | Estados Unidos | Mohegan Sun Arena                     |
| 20 de junio de 2022   | Boston           | Estados Unidos | TD Garden                             |
| 24 de junio de 2022   | Milwaukee        | Estados Unidos | American Family Insurance Amphiteater |

## Lista de canciones
| Edición estándar |                                        | |                                                               |          |  |
| N.º              | Título                                 | Escritor(es) | Director(es)                                                  | Duración |  |
| 1.               | «2 Much»                               | Justin Bieber, Gregory Eric Hein, Freddy Wexler, Gian Stone, Alexander Izquierdo, Sonny Moore, Christian Valentin Brunn, Josh Gudwin y Martin Luther King Jr. | Skrillex                                                      | 2:32     |  |
| 2.               | «Deserve You»                          | Bieber, Andrew Watt, Ali Tamposi, Jon Bellion, Louis Bell y Michael Pollack                                                                                   | Andrew Watt y Louis Bell                                      | 3:07     |  |
| 3.               | «As I Am» (con Khalid)                 | Bieber, Hein, Ido Zmishlany, Scott Harris, Gudwin, Jordan K. Johnson, Stefan Johnson, Oliver Peterhof y Khalid Donnel Robinson                                | The Monsters & Strangerz, German, Josh Gudwin e Ido Zmishlany | 2:54     |  |
| 4.               | «Off My Face»                          | Bieber, Jake Torrey, Tia Scola, Daniel James y Leah Haywood                                                                                                   | Dreamlab y Jake Torrey                                        | 2:36     |  |
| 5.               | «Holy» (con Chance the Rapper)         | Bieber, Bellion, Pollack, Jorgen Odegard, Tommy Lee Brown, Chancelor Johnathon Bennett, Anthony M. Jones y Steven Franks                                      | Bellion, Odegard, Pollack, Franks y Brown                     | 3:32     |  |
| 6.               | «Unstable» (con the Kid Laroi)         | Bieber, James Gutch, Hein, Rami Yacoub, Brittany Amaradio, Gudwin y Charlton Kenneth Jeffrey Howard                                                           | Jimmie Gutch y Aldae                                          | 2:38     |  |
| 7.               | «MLK Interlude»                        | King Jr. | Martin Luther King Jr.                                        | 1:44     |  |
| 8.               | «Die For You» (con Dominic Fike)       | Bieber, Fike, Tamposi, Bellion y Bell | Watt y Bell                                                   | 3:18     |  |
| 9.               | «Hold On»                              | Bieber, Watt, Tamposi, Bellion, Bell, Luiz Bonfá y Walter De Backer                                                                                           | Watt y Bell                                                   | 2:50     |  |
| 10.              | «Somebody»                             | Bieber, Moore, Bernard Harvey, Yacoub, Ilya Salmanzadeh, Ryan Tedder, Hein y Gudwin                                                                           | Skrillex, Harv e Ilya                                         | 2:59     |  |
| 11.              | «Ghost»                                | Bieber, Bellion, J. Johnson, S. Johnson y Michael Pollack | The Monsters & Strangerz y Bellion                            | 2:33     |  |
| 12.              | «Peaches» (con Daniel Caesar & Giveon) | Bieber, Watt, Ashton Simmonds, Giveon Dezmann Evans y Bernard Harvey                                                                                          | Harv y Shndo                                                  | 3:18     |  |
| 13.              | «Love You Different» (con Beam)        | Bieber, Izquierdo, Oliver Peterhof, Marcus Lomax, Whitney Phillips, Tyshane Thompson y Jordan Douglas                                                         | The Monsters & Strangerz, German y Gudwin                     | 3:06     |  |
| 14.              | «Loved by You» (con Burna Boy)         | Bieber, Moore, Bellion, Jason Evigan, Amy Allen y Damini Ebunoluwa Ogulu                                                                                      | Skrillex, Jason Evigan y leriQ                                | 2:39     |  |
| 15.              | «Anyone»                               | Bieber, Bellion, Pollack, J. Johnson, S. Johnson, Watt, Izquierdo y Raúl Cubina                                                                               | Watt y Bellion                                                | 3:10     |  |
| 16.              | «Lonely» (con Benny Blanco)            | Bieber, Blanco y Finneas O'Connell | Blanco y Finneas                                              | 2:29     |  |

| Justice - Target Exclusive edition |                |          |  |
| N.º                                | Título         | Duración |  |
| 17.                                | «Angels Speak» |          |  |

| Justice - Walmart Exclusive edition |          |          |  |
| N.º                                 | Título   | Duración |  |
| 17.                                 | «Hailey» |          |  |

| Justice - Alternate Cover CD |                        |          |  |
| N.º                          | Título                 | Duración |  |
| 17.                          | «Redeye (con TroyBoi)» |          |  |

## Créditos y personal
Créditos adaptados de Tidal.

### Voz e instrumentos
- Justin Bieber – voz (1-6, 8-16), coros (2, 8)
- Khalid – voz (3)
- Chance the Rapper – voz (5)
- The Kid Laroi – voz (6)
- Dominic Fike – voz (8)
- Daniel Caesar – voz (12)
- Giveon – voz (12)
- Beam – voz (13), coros (13)
- Burna Boy – voz (14)
- Benny Blanco – teclados (16)
- Skrillex – batería (10), teclados (10)
- Andrew Watt – coros (2, 8, 9, 15), bajo (2, 8, 9), guitarra (2, 8, 9, 15), batería (2, 8, 15), teclados (2, 15)
- Louis Bell – coros (2, 8, 9), batería (2, 8), teclados (2)
- Jon Bellion – coros (2, 5, 8, 9, 11, 14, 15), percusión (5), bajo (15), batería (15)
- Michael Pollack – coros (5, 15), piano (5, 11), teclados (2, 15)
- German – bajo (3, 13), batería (13)
- Ido Zmishlany – piano (3)
- The Monsters & Strangerz – batería (3, 11, 13), bajo (11, 13), teclados (11, 15)
- Alexander Izquierdo – coros (15)
- Jordan K. Johnson – coros (15)
- Stefan Johnson – coros (15)
- Marcus Lomax – coros (13), teclados (13)
- Jake Torrey –  guitarra (4)
- Jorgen Odegard – coros (5), batería (5), sintetizador (5)
- Tommy Brown – bajo (5)
- Ilya Salmanzadeh – teclados (10), percusión (10)
- Bernard "Harv" Harvey – bajo (12), guitarra (12), teclados (12), piano (12)}
- Jason Evigan – coros (14), bajo (14), batería (14), guitarra (14), teclados (14)
- Finneas –  teclados (16)
- Gregory Eric Hein – coros (1, 3, 6, 10)
- Ali Tamposi – coros (2, 8, 9)
- Ryan Tedder – coros (10)
- Raul Cubina –  percusión (15)
- Candice Mills – coros (5)
- Carla Williams – coros (5)
- Christeyun Morgan – coros (5)
- Darian Elliot – coros (5)
- Demarcus Williams – coros (5)
- Denae Daughtery – coros (5)
- Drea Randle Matthews – coros (5)
- Eboni Ellerson – coros (5)
- Eric Birdine – coros (5)
- James McKissic – coros (5)
- Ja'Quoi Griffin – coros (5)
- Mariann Shaw – coros (5)
- Marshari Williams – coros (5)
- Melodie Pace – coros (5)
- Michael Bethany – coros (5)
- Myron Williams – coros (5)
- Tameka Sanford – coros (5)
- Zahrea Clayton – coros (5)
- Virtual Riot – piano (1)
- Pierre-Luc Rioux – guitarra (3, 11)
- Max Grahn – batería (10)
- Charlie Puth – piano (15)

### Productores y técnicos
- Benny Blanco – producción (16), ingeniería (16), programación (16)
- Skrillex – producción (1, 10, 14), programación (10)
- Andrew Watt – producción (2, 8, 9, 15)
- Louis Bell –  producción (2, 8, 9), programación (2, 8, 9)
- Jon Bellion – producción (5, 11, 15), programación (11, 15), producción vocal (11)
- Michael Pollack –  producción (5), producción adicional (5)
- German – producción (3, 13), programación (3, 13)
- Ido Zmishlany – producción (3), coproducción (3)
- Josh Gudwin – producción (3, 13), mezcla (1-6, 8-16), producción vocal (1, 3, 4, 6, 10, 11, 13, 14, 16), grabación (3), ingeniería (5, 11, 16), ingeniería vocal (12-14, 16)
- The Monsters & Strangerz – producción (3, 11, 13, 15), programación (3, 11, 13, 15)
- Stefan Johnson –  producción vocal (3, 11)
- Dreamlab – producción (4), grabación (4)
- Daniel James – (4), grabación (4)
- Jake Torrey – producción (4)
- Jorgen Odegard – producción (5), ingeniería (5), programación (5)
- Steven Franks –  producción (5)
- Tommy Brown – producción (5)
- Aldae – producción (6), asistente de producción (6)
- Jimmie Gutch – producción (6)
- Ilya – producción (10), coproducción (10), programación (10)
- Harv – producción (10, 12)
- Shndo – producción (12), coproducción (12)
- Jason Evigan – producción (14), programación (14)
- LeriQ – producción (14), producción adicional (14)
- Finneas – producción (16), ingeniería (16), programación (16)
- Colin Leonard – masterización (1-6, 8-16)
- Elijah Marrett-Hitch – asistente de mezcla (5, 16)
- Heidi Wang – asistente de mezcla (1-4, 6, 8-15), grabación (3), ingeniería (11, 13), asistente de ingeniería de grabación (13)
- Chris O'Ryan – ingeniería (1, 4, 5, 14), vocal ingeniería (16), producción vocal (16)
- Devin Nakao – ingeniería (5, 14, 16), grabación (2, 4, 8, 9, 15)
- John Arbuckle – ingeniería (5)
- Cory Brice – ingeniería (10)
- Drew Gold – ingeniería (10)
- Jeremy Lertola – ingeniería (10)
- Sam Holland – ingeniería (10)
- Paul Lamalfa – grabación (2, 8, 9, 15)
- Denis Kosiak – grabación (3), producción vocal (3)
- Michael Havens – grabación (5)
- Kevin Carbo – grabación (8)
- Lionel Crasta – grabación (14)
- Rafael Fadul – grabación (14)
- Ryan Lytle – asistente de ingeniería de grabación (1, 4, 6, 10-12, 14)
- James Keeley – asistente de ingeniería de grabación (3)
- Chenao Wang – asistente de ingeniería de grabación (8)
- Kirk Franklin – arreglo de coros (5)
- Scooter Braun – arreglo de coros (5), cordinación de producción (16)
- Andrew Luftman – cordinación de producción (16)
- Sarah Shelton – cordinación de producción (16)

## Posicionamiento en listas
| Listas (2021)                       | Mejor posición |
| ----------------------------------- | -------------- |
| Alemania (Media Control Charts)     | 4              |
| Australia (ARIA)                    | 1              |
| Bélgica (Ultratop) Flanders         | 1              |
| Bélgica (Ultratop) Wallonia         | 5              |
| Escocia (OCC)                       | 5              |
| Estados Unidos (Billboard 200)      | 1              |
| Finlandia (Suomen virallinen lista) | 1              |
| Francia (SNEP)                      | 8              |
| Irlanda (IRMA)                      | 1              |
| Italia (FIMI)                       | 4              |
| Japón (Billboard Hot Albums)        | 17             |
| Japón (Oricon)                      | 22             |
| Lituania (AGATA)                    | 1              |
| Noruega (VG-lista)                  | 1              |
| Nueva Zelanda (RMNZ)                | 1              |
| Países Bajos (Álbum Top 100)        | 1              |
| Reino Unido (OCC)                   | 2              |
| Suecia (Sverigetopplistan)          | 1              |
| Suiza (Schweizer Hitparade)         | 4              |

## Certificaciones
| País (organismo certificador) | Certificación | Unidades certificadas |
| ----------------------------- | ------------- | --------------------- |
| Estados Unidos (RIAA)         | Platino       | 1 000                 |
| México (AMPROFON)             | Oro           | 70 000                |
| Reino Unido (BPI)             | Plata         | 60 000                |

## Historial de lanzamiento
| País           | Fecha               | Formato                         | Versión           | Discográfica                           | Ref    |
| -------------- | ------------------- | ------------------------------- | ----------------- | -------------------------------------- | ------ |
| Varios         | 19 de marzo de 2021 | CD, descarga digital, streaming | Estándar          | - Def Jam Recordings - Universal Music | [ 2 ]  |
| Estados Unidos | 19 de marzo de 2021 | CD                              | Target exclusive  | - Def Jam Recordings - Universal Music | [ 15 ] |
| Estados Unidos | 19 de marzo de 2021 | CD                              | Walmart exclusive | - Def Jam Recordings - Universal Music | [ 16 ] |
| Japón          | 19 de marzo de 2021 | CD/DVD                          | Japón versión     | - Def Jam Recordings - Universal Music | [ 82 ] |